# 真夜中の太陽
「真夜中の太陽」（まよなかのたいよう）は谷山浩子作詞・作曲の楽曲を原案とし、劇団「青年団」の工藤千夏により戯曲化された同名の舞台作品。本作の原案である同名の楽曲作品についても本項で扱う。

## 舞台
『真夜中の太陽』は、谷山浩子の同名の楽曲をモチーフに、工藤千夏が舞台化。2009年11月4日初日のプラチナ・ペーパーズ「ラフカット2009」第二話が初演。
「ラフカット」で上演したオリジナルは35分の作品だが、「うさぎと猫の芝居小屋」バージョンは約50分の作品であり、高校演劇コンクールのために約55分に改編したバージョンもある。劇団民藝版は、役名も変えて約80分の作品として更に改編されている。

### 工藤千夏演出版
（2009年 - 2011年）

#### キャスト
ケイコ
演 - 多田慶子（2009年版、2010年版）
白鶴（はくつる）高等女学院学生
ジェームズ・マービン
演 - ジェイソン・ハンコック
英語教師
タカコ先生
演 - 山藤貴子
国語教師
イソコ
演 - 礒瑚子（2009年版）
同級生
トモコ
演 - 江幡朋子
同級生
ヒカル
演 - 小川ひかる（2010年版、2011年版）
同級生
アイコ
演 - 恩田愛
同級生
アツコ
演 - 加藤充華
同級生・ピアノを弾く
ミチコ
演 - 加藤道子
同級生・級長
マナ
演 - 神岡磨奈
同級生
ハッチャン
演 - 澤山佳小里
同級生
ミナミ
演 - 白川美波（2009年版、2010年版）
同級生
マイコ
演 - 中村まい
同級生
マサミ
演 - 中村真沙海
同級生
ナオコ
演 - 松本奈緒
同級生

#### スタッフ
原案・音楽：谷山浩子
作・演出：工藤千夏（青年団演出部）
| 公演日               | 公演名 | 会場                                         | 備考   |
| -------------------- | --- | -------------------------------------------- | ------ |
| 2009年11月4日 - 8日  | プラチナ・ペーパーズ「ラフカット2009」                                                                                     | 全労済ホール／スペース・ゼロ（東京都渋谷区） | 第二話 |
| 2010年5月19日 - 22日 | ≪国境なき楽団協力企画≫ 交感ひろば@SPACE ZERO 〜ミュージック&ドラマ ウィーク〜 谷山浩子 Presents うさぎと猫の芝居小屋 Vol.1 | 全労済ホール／スペース・ゼロ（東京都渋谷区） | 第2話  |
| 2011年8月20日 - 21日 | うさぎと猫の芝居小屋vol.2「真夜中の太陽」-カメリアバージョン-                                                              | カメリアホール（東京都江東区）               |        |

### 劇団民藝版
（2013年 - 2024年）

#### キャスト
ハツエ
演 - 日色ともゑ（2013年版、2015年版）、中地美佐子・石村みか（2024年版・ダブルキャスト）
白鶴（はくつる）女学院学生
アキ
演 - 望月香奈（2013年版）、森田咲子（2015年版）、加來梨夏子（2024年版）
同級生・級長
ユキ
演 - 八木橋里紗（2013年版、2015年版）、井上晶（2024年版）
同級生
トミコ
演 - 山田志穂（2013年版）、藤巻るも（2015年版）、日髙里美（2024年版）
同級生
ミツ
演 - 大黒谷まい（2013年版）、長木彩（2015年版）、齊藤みのり（2024年版）
同級生
サト
演 - 田口かすみ（2013年版）、野田香保里（2015年版）、石川桃（2024年版）
同級生
フミヨ
演 - 齊藤詩織（2013年版）、水野明子（2015年版）、紺野紗耶香（2024年版）
同級生
サチ
演 - 平山晴加（2013年版）、加塩まり亜（2015年版）、植野結衣（2024年版）
同級生
ヨシエ
演 - 山内さとみ（2013年版）、金井由妃（2015年版）、手倉森恋歌（2024年版）
同級生
キヌコ
演 - 野田香保里（2013年版）、平山晴加（2015年版）、向井萌々香（2024年版）
同級生
アツコ
演 - 高木理加（2013年版、2015年版）、加塩まり亜（2024年版）
同級生・作曲、ピアノを弾く
カヅコ
演 - 金井由妃（2013年版）、神保有輝美（2015年版）、船津優舞（2024年版）
同級生
山岸タカコ
演 - 中地美佐子（2013年版）、石巻美香（2015年版）、野田香保里（2024年版）
古典教師
ジェームス矢島
演 - 齊藤尊史（2013年版）、神敏将（2015年版）、橋本潤（2024年版）
英語教師
小河原和臣
演 - 平松敬綱（2013年版、2015年版）、小守航平（2024年版）
数学教師

#### スタッフ
原案・音楽：谷山浩子
作：工藤千夏
演出：武田弘一郎（2013年版、2015年版）、所奏（2024年版）
装置：松岡泉（2013年版、2015年版）、袴田長武（2024年版）
照明：前田照夫（2013年版、2015年版）、中島俊嗣（2024年版）
衣装：緒方規矩子（2013年版、2015年版）、伊藤早苗（2024年版）
効果：岩田直行
振付：木皮成（2024年版）
舞台監督：久保年末（2024年版）
演出助手：森田咲子・金井由妃（2024年版）
効果助手・歌唱指導：戸所杏奈（2024年版）
演出部：勝野英雄・中島裕一郎（2024年版）
製作：白川浩司・金本和明（2024年版）
| 公演日                        | 公演名              | 会場                                         | 備考         |
| ----------------------------- | ------------------- | -------------------------------------------- | ------------ |
| 2013年2月13日 - 24日          | 劇団民藝公演        | 紀伊國屋サザンシアター（東京都渋谷区）       |              |
| 2015年11月9日 - 2016年3月30日 | 劇団民藝公演        |                                              | 旅公演       |
| 2016年3月23日 - 27日          | 劇団民藝公演        | 全労済ホール／スペース・ゼロ（東京都渋谷区） | 旅公演の一環 |
| 2024年7月26日 - 8月7日        | 劇団民藝公演KEIKOBA | 劇団民藝稽古場（神奈川県川崎市麻生区）       |              |

## 楽曲
本戯曲の原案の谷山浩子作詞・作曲の楽曲。本人の歌唱により、複数のアルバムに収録されている。本戯曲のために、女声三部合唱に編曲した。

### 収録アルバム
- 時の少女
- 眠れない夜のために
- HIROKO TANIYAMA '80S
- 花とゆめ
- 谷山浩子コンサート 〜デビュー45周年大収穫祭〜